# 土壤科學

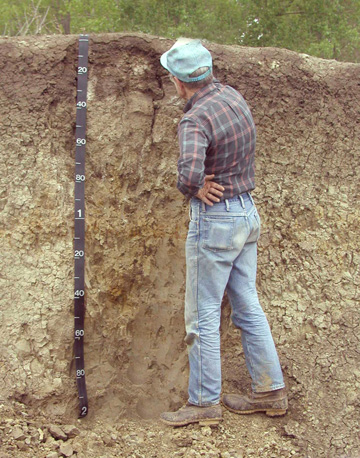
正在工作的土壤科學家

土壤科學是土壤作為自然資源在地球表面上的研究，包括土壤形成，分類和映射；土壤的物理，化學，生物和肥力性質；以及與使用和土壤管理有關的這些性質。
有時，涉及土壤科學分支的術語，如土壤學（土壤的形成、化學、形態和分類）和土壤生態學（土壤對生物體，特別是植物的影響）用作土壤科學的同義詞。與這個學科相關的名稱的多樣性與各種相關的關聯有關。工程師、農業學家、化學家、地質學家、地理學家、生態學家、生物學家、微生物學家、林業、公共衛生、考古學家，都有助於進一步了解土壤和土壤科學的進步。
土壤科學家對如何在人口不斷增長，可能的未來水危機增加人均和土地退化的世界中如何保護土壤和可耕地感到關切。

## 歷史背景

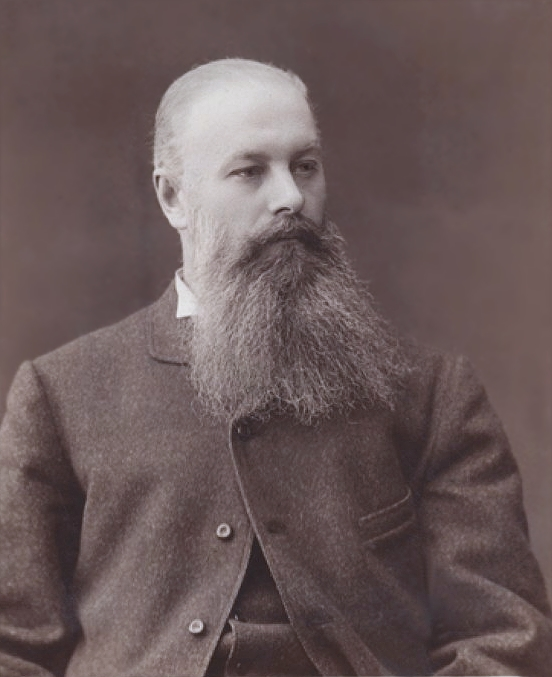
1888年的多庫恰耶夫

土壤科學在十九世紀發展起來。早些時候已經發現對於作物的大小，如何處理土壤並不重要。根據經驗，中世紀以來，肥料施用、疏浚、輪作（作物輪作）、倒耕等都是開發的方法。
1840年，當尤斯图斯·冯·李比希通過開創性的工作，對土壤及其性能進行化學了解時，取得了重大進展。他認為土壤可以與銀行帳戶進行比較，因為植物營養被認為是資產，其存在取決於與其增長相關的作物消耗量 - 換句話說：供應肥料。馮李比格還制定了作物生長受植物營養素限制的原則，對於作物的生長而言，作物生長與需要成正比例最小。但是，馮·李比希並未了解土壤組成的不平等以及其原因。
現代土壤科學在1870年左右首先獲得突破，當時俄羅斯土壤科學家瓦西里·多庫恰耶夫承認土壤剖面的存在，並將其奇怪形式的原因與氣候和植物帶保持一致。因此，道路開始了導致現代土壤科學的研究。

## 什麼是土壤？
土壤是由四部分組成的複合環境 ：
1. 無機材料（礦物）
2. 有機物質（或多或少退化）
3. 水
4. 空氣

這些成分的組成根據地點和土壤深度而有所不同，但大致可以預計固體物質佔一半（當然礦物質通常佔90％以上），而水和空氣、孔隙率-構成第二部分。然而，組合將在短時間內部分長期變化。因此，熱帶雨林很快就意味著水佔空氣的比例大於空氣。相反，乾旱意味著由於蒸發和供水不足，空氣的份額相對於水分增加。
土壤可以說是構成無機底土以上和植物和動物生活在地球表面的那部分。

## 學習領域
土壤佔據了地球科學用於從概念上組織地球的一個地球。這是土壤學和土壤生態學，土壤科學的兩個主要分支。土壤學是土壤在自然環境中的研究。土壤生態學是土壤與土壤依賴用途相關的研究。兩種分支都應用土壤物理學、土壤化學和土壤生物學的組合。由於在生物圈、大氣和水圈之間存在許多相互作用，因此更加綜合，少以土壤為中心的概念也是有價值的。許多對理解土壤至關重要的概念來自於不能被嚴格地識別為土壤科學家的個體。這突出了土壤概念的跨學科性質。

## 研究
對土壤的依賴和好奇心，探索這種資源的多樣性和動力學繼續產生新的發現和洞察力。土壤研究的新途徑被強迫需要了解氣候變化，溫室氣體和碳封存。對維護地球生物多樣性和探索地球過去的興趣也刺激了人們對實現對土壤更加精細的理解的興趣。

## 繪制
自然中土壤的大多數經驗性知識來自土壤調查努力。土壤調查或土壤測繪是確定景觀上土壤覆蓋物的土壤類型或其他性質的過程，並將它們映射到其他人以了解和使用。它主要依賴於區分五種經典土壤形成因子的個體影響。這項努力利用地貌学、自然地理學以及植被和土地利用模式的分析。對於土壤調查主要數據通過現場取樣獲取和遙測支持。

## 實踐領域
- 廢物陸上處理
  - 化糞池系統
  - 肥料
  - 市政污泥
  - 食品和纖維加工廢棄物
- 鑑定及環保關鍵領域保護
  - 敏感和不穩定的土壤
  - 沼澤地
  - 支持有價值的獨特的土壤情況的棲息地和生態系統的多樣性
- 最佳土地生產力管理
  - 造林學
  - 農藝學
  - 營養管理
  - 水資源管理
  - 原生植被
  - 放牧
- 最佳水質管理
  - 雨水管理
  - 泥沙和侵蝕控制
- 修復和受損土地恢復
  - 礦山復墾
  - 洪水和風暴破壞
  - 污染
- 所需用途的可持續性
  - 土壤保護

也有可能無法從尋找一個公佈的土壤調查是顯而易見的土壤科學的實際應用。
- 放射性測年法：明確地方土壤學的知識在現場使用日期前活動
  - 分層（考古），其中土壤的形成過程和防腐劑的素質可以告知的研究考古遺址
  - 地質現象
    - 山體滑坡
    - 活動斷層
- 改變土壤，實現新用途
  - 玻璃化冷凍含有放射性廢物
  - 增強土壤微生物的降解污染物（功能生物修復）。
  - 碳封存
  - 環境土壤科學
- 土壤學
  - 土壤發生
  - Pedometrics
  - 土壤形態
    - 土壤微

  - 土壤分類
    - 美國農業部土壤系統分類
- 土壤生物學
  - 土壤微生物學
- 土壤化學
  - 土壤生物化學
  - 土壤礦物學
- 土壤物理學
  - Pedotransfer功能
  - 土力學與工程
- 土壤水文，水文土壤學

### 土壤科學的應用領域
- 氣候變化
- 生態系統的研究
- Pedotransfer功能
- 土壤肥力/ 營養管理
- 土壤管理
- 土壤調查
- 分析的標準方法
- 流域和濕地研究

### 相關學科
- 農業科學
  - 農業土壤學
  - Agrophysics科學
  - 灌溉管理
- 人類學

考古地層學
- 環境科學
  - 景觀生態學
- 自然地理
  - 地貌
- 地質學
  - 生物地球化學
  - 地質微生物
- 水文學
  - 水文
- 廢物管理
- 濕地科學

## 外部連結
- United States Department of Agriculture Natural Resources Conservation Service - Information on US Soils （页面存档备份，存于）
- Certified Professional Soil Scientist
- SoilScience.info （页面存档备份，存于）
- ISRIC - World Soil Information（页面存档备份，存于）
- IPSS - Institute of Professional Soil Scientists （页面存档备份，存于）
- BSSS - British Society of Soil Science （页面存档备份，存于）
- SSSA - Soil Science Society of America （页面存档备份，存于）
- National Soil Resources Institute （页面存档备份，存于）
- Michigan State University Soil Fertility Lab （页面存档备份，存于）
- Michigan State University Soil and Plant Nutrient Lab （页面存档备份，存于）